# Franc Kramberger
Franc Kramberger (ur. 7 października 1936 w m. Lenart v Slovenskih goricah) – słoweński duchowny katolicki, arcybiskup mariborski w latach 1980-2011.

## Życiorys
Święcenia kapłańskie otrzymał 29 czerwca 1960 i został inkardynowany do diecezji lawanckiej (od 1962 mariborskiej). Pracował przede wszystkim w mariborskim niższym seminarium, gdzie pełnił funkcje m.in. prefekta, rektora i ekonoma.
6 listopada 1980 papież Jan Paweł II mianował go biskupem ordynariuszem diecezji mariborskiej. Sakry biskupiej udzielił mu 21 grudnia 1980 ówczesny pronuncjusz w Jugosławii - abp Michele Cecchini. 7 kwietnia 2006 po podniesieniu diecezji do rangi archidiecezji, został pierwszym metropolitą mariborskim.
W latach 2004–2007 pełnił funkcję przewodniczącego słoweńskiej Konferencji Episkopatu.
3 lutego 2011 papież Benedykt XVI przyjął jego rezygnację z kierowania archidiecezją mariborską.

## Odznaczenia
- Złoty Order za Zasługi (2006)[4]